# Утешения (Лист)

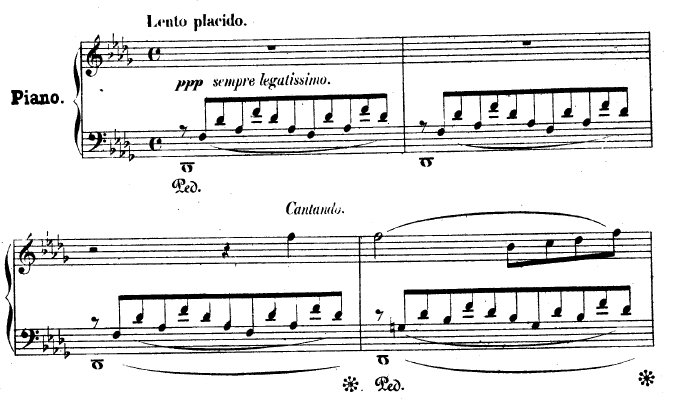
Начало «Утешения № 3», S.172

Утешения (нем. Tröstungen, фр. Consolations) ― сборник из шести фортепианных произведений Ференца Листа. Композиции написаны в стиле ноктюрн, каждая из пьес имеет свой особый стиль. Все композиции написаны либо в ми мажоре, либо в ре-бемоль мажоре.
Существуют две версии «Утешений». Первая (S.171a) была создана Листом между 1844 и 1849 годами и опубликована в 1992 году издательством G. Henle Verlag. Вторая (S.172) была создана между 1849 и 1850 годами и впервые опубликована в 1850 году издательством Breitkopf & Härtel.
Источником названия сборника пьес могло послужить стихотворение Альфонса де Ламартина «Une larme, ou Consolation».